# Queens
Queens er et borough i New York City, som er klassificeret som et af fem boroughs. Queens ligger på Long Island. Queens har 2.229.379 indbyggere.
Queens var et af de 12 oprindelige boroughs i New York, og er i dag bl.a. kendt for at være stedet, hvor de to store lufthavne i New York City ligger. Queens' præsident er demokraten Helen M. Marshall.

## Ekstrrne henvisninger
- Wikimedia Commons har flere filer relateret til Queens

40°42′15″N 73°55′04″V / 40.7042°N 73.9178°V